# 鹿児島県水産技術開発センター
鹿児島県水産技術開発センター（かごしまけんすいさんぎじゅつかいはつセンター）は、鹿児島県における水産業の研究・指導を目的として設置された鹿児島県立の研究所。本場は鹿児島県指宿市にある。

## 概要
1903年（明治36年）に鹿児島県水産試験場として、鹿児島市山下町県物産陳列場構内に設置されたものが始まりである。

## 組織
組織の長はセンター長である。
- 庶務部－庶務全般
- 企画研修部 - 研修生の受け入れ。普及指導。研究企画
- 資源管理部 - 資源管理（水産物）の情報および、研究
- 漁場環境部 - 環境および赤潮対策、藻場の造成
- 安全食品部 - 水産食品の研究および開発。養殖業の研究。魚病の対策と指導
- 種苗開発部 - 種苗の生産および中間育成（栽培漁業センターの業務を受け持つ）

## 沿革
- 1903年（明治36年）4月 - 鹿児島県水産試験場として鹿児島市山下町県物産陳列場構内に設置
- 1906年（明治38年）4月 - 西加世田村（現在の南さつま市笠沙町）に移転
- 1912年（明治44年）11月 - 鹿児島市山下町県庁内に移転
- 1929年（昭和4年）4月 - 大島分場として大島郡古仁屋に設置（１０月事務所移転）
- 1937年（昭和12年）4月 - 枕崎町えびす(現枕崎市えびす町)に本場移転
- 1945年（昭和20年）7月 - 戦災で本場焼失，鹿児島市水上警察署内に移転。同年8月、終戦により大島分場閉鎖
- 1948年（昭和23年）4月 - 鹿児島市洲崎町に木造二階建本館及び付属建物新築
- 1949年（昭和24年）4月 - 水産試験場分場を串木野市に設置。同年10月、分場を西之表町に設置
- 1951年（昭和26年）1月 - 水産試験場分場を笠沙町、志布志町に設置
- 1952年（昭和27年）3月 - 鹿児島県水産指導所と名称変更（各分場も同じ）
- 1953年（昭和28年）12月 - 奄美群島日本復帰。琉球水産研究所奄美支所が、鹿児島県大島水産指導所となる
- 1955年（昭和30年）12月 - 各水産指導所を統合し，鹿児島県水産試験場（大島分場含む）として発足
- 1957年（昭和32年）8月 - 鹿児島市塩屋町に本場移転
- 1961年（昭和36年）4月 - 大口市に大口養魚場を設置
- 1969年（昭和44年）4月 - 垂水市に垂水増殖センター設置
- 1970年（昭和45年）5月 - 指宿市に指宿内水面分場を設置
- 1971年（昭和46年）9月 - 鹿児島市錦江町に本場移転（漁業研修所併設）
- 1978年（昭和53年）3月 - 大島分場廃止
- 1980年（昭和55年）4月 - 垂水増殖センターを、鹿児島県栽培漁業センターに改称
- 1983年（昭和58年）4月 - 魚病指導総合センター設置（本場内）。同年7月、大口養魚場を廃止
- 2004年（平成16年）4月 - 名称を水産試験場から水産技術開発センターに改称した上で、内水面分場や栽培漁業センターを統合し。現在地に設置。
- 旧水産試験場跡地には、鹿児島県土木部の出先機関である港湾事務所が置かれている。

## 主な実績
- 凍結カツオの需要開発
- ワカメ類の品種改良
- 油性物質が魚類に及ぼす影響の調査
- 配合飼料による貝類養殖試験
- 未利用サメ類の利用開発
- ハマチ連鎖球菌症と治療(絶食)試験　等多数

## 調査船
- くろしお - 1996年2月より就航。鋼製。260t
- おおすみ - 2001年3月より就航。鋼製。63t

## 交通
- JR九州指宿枕崎線薩摩今和泉駅より徒歩約25分。
- 車での来所は国道226号を岩本トンネル横の海側へ曲がる。

## その他
- 鹿児島県の水産行政は商工労働水産部（国で言う経済産業省）の管轄下にあり、極めて異色の配置である。過去、香川県庁も商工産業部に水産課を置いていた時期があるが、現在は農林水産部を経て「農政水産部」に管轄されている。